# Terrorisme en 1971
Au cours de l'année 1971, les tensions en Irlande du Nord font cent quatre-vingt victimes, dont quatre-vingt-quatorze civils.

## Événements

### Février
- 9 février, Irlande du Nord : cinq personnes, dont deux techniciens de la BBC, sont tuées à Trillick, dans le comté de Tyrone, lorsque leur véhicule explose sur une mine. L'IRA a confondu leur Land Rover avec un véhicule militaire[1].

### Octobre
- 9 octobre, Irlande du Nord : une bombe de l'Ulster Volunteer Force explose au Fiddler's House, un bar de Belfast. Le bilan est de un mort et dix-neuf blessés[1].

### Novembre
- 2 novembre, Irlande du Nord : trois hommes de l'IRA armés d'une bombe entrent au Red Lion Bar à Belfast, et donnent dix secondes aux clients pour évacuer l'établissement. La bombe explose trop vite, tuant trois personnes et en blessant trente autres. L'objectif visé était le commissariat de police voisin, qui ne subit pourtant aucun dommage lors de cette attaque[1].

### Décembre
- 4 décembre, Irlande du Nord : l'attentat du McGurk's Bar, à Belfast, fait quinze morts et seize blessés. En 1976, Robert Campbell, un membre de l'Ulster Volunteer Force, est condamné à quinze peines de prison à vie pour cet attentat[2],[3],[4],[1].
- 11 décembre, Irlande du Nord : une bombe de l'IRA explose dans une rue commerçante de Belfast, faisant quatre morts et dix-neuf blessés[1].
- 11 décembre, Irlande du Nord : une bombe de l'Ulster Volunteer Force explose dans un bar à l'ouest de Belfast. Le bilan est de un mort et cinq blessés[1].